# Långhalsmossa
Långhalsmossa (Amblyodon dealbatus) är en bladmossart som beskrevs av Bruch och W. P. Schimper 1841. Långhalsmossa ingår i släktet Amblyodon och familjen Meesiaceae. Enligt den finländska rödlistan är arten sårbar i Finland. Arten är reproducerande i Sverige. Artens livsmiljö är rikkärr. Inga underarter finns listade i Catalogue of Life.